# 20673 Janelle
20673 Janelle este un asteroid din centura principală de asteroizi.

## Descriere
20673 Janelle este un asteroid din centura principală de asteroizi. A fost descoperit pe 3 noiembrie 1999 la Eskridge de Graham E. Bell. El prezintă o orbită caracterizată de o semiaxă mare de 2,98 ua, o excentricitate de 0,11 și o înclinație de 10,3° în raport cu ecliptica.